# Dejanira

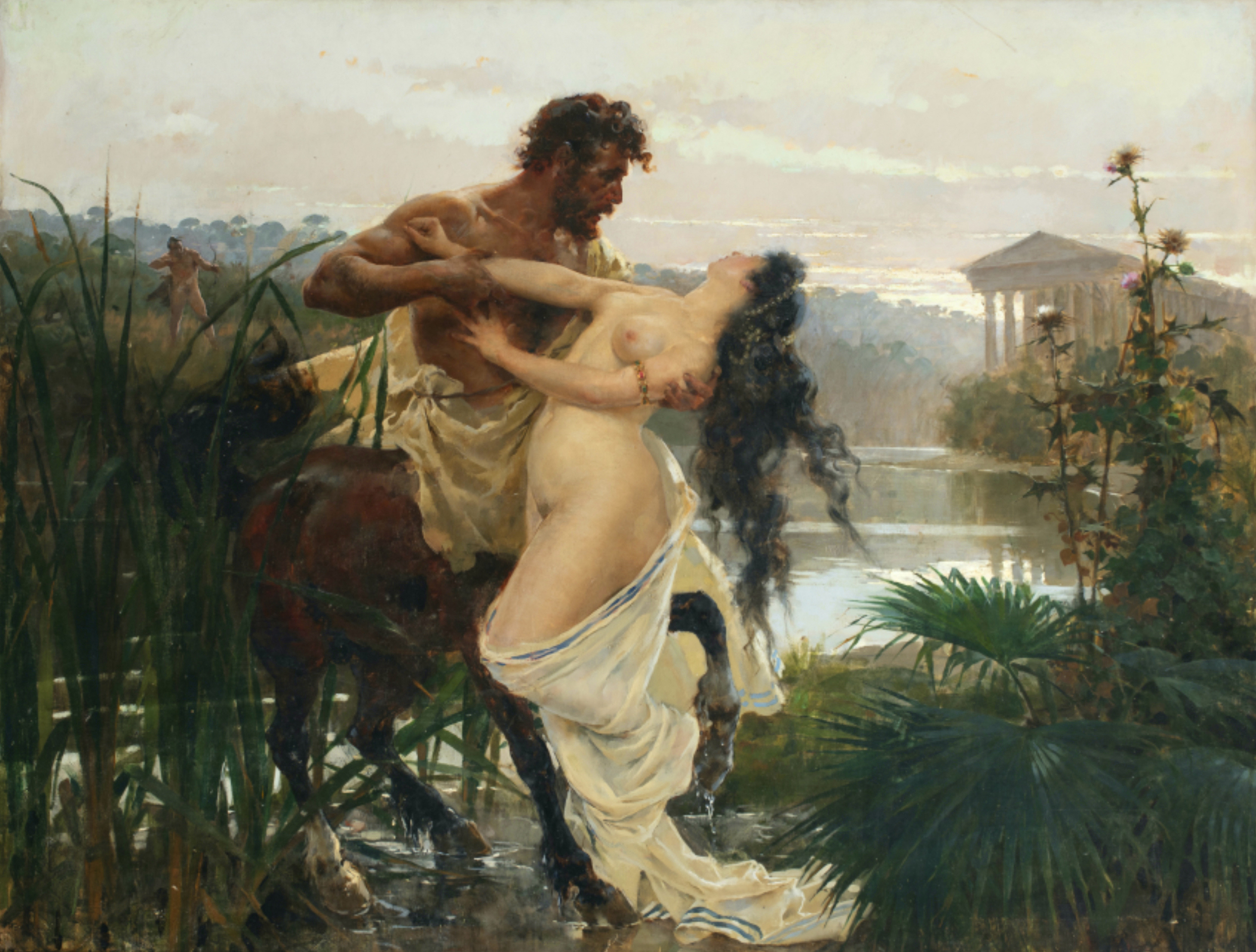
Enrique Simonet: Nessos i Dejanira 1888

Dejanira (gr. Δηιάνειρα, Dēíaneira, łac. Deianira) – w mitologii greckiej królewna kalidońska, córka Ojneusa, żona Heraklesa, który pokonał innych zalotników, ubiegających się o jej rękę; z zazdrości obdarzyła go zatrutą szatą, doprowadzając do jego śmierci.
Urodziła się jako córka władcy Kalydonu Ojneusa i jego żony Altai; według innej wersji mitu jej ojcem był Dionizos, goszczący u władcy Kalydonu.
Była piękną kobietą. Potrafiła powozić rydwanem i nieobce jej było rzemiosło wojenne.
Po śmierci ich brata Meleagra Dejanirę i jej siostrę Gorge zamieniono w perliczki. Dionizos jednak zaoponował, przez co siostrom przywrócono postacie ludzkie. Tymczasem Meleager w Hadesie spotkał herosa Heraklesa, którego poprosił, by zaopiekował się jego siostrą, pozbawioną opieki. Powróciwszy z zaświatów, Herakles wyruszył do Kalydonu, do Dejaniry. Heros zakochał się w królewnie, a i ona go podziwiała. Zastał w Kalydonie już jednak innego pretendenta do ręki królewny, rzecznego bożka Acheloosa. Stoczyli walkę, wygraną przez Heraklesa, i heros poślubił Dejanirę. Pozostał z nią w Kalydonie. Dejanira zaszła w ciążę, w wyniku której urodziła Heraklesowi syna, Hyllosa.
Później małżonkowie opuścili Kalydon. Wędrowali razem, poszukując miejsca dogodnego do osiedlenia się. Herakles często niósł Dejanirę, by oszczędzić jej trudu, przenosił ją też przez strumienie. Pewnego razu jednak nad strumieniem spotkali centaura imieniem Nessos. Zaproponował on, że przewiezie Dejanirę przez strumień na swym końskim grzbiecie. Gdy jednak znalazł się z królewną ledwie kilka kroków od potężnego herosa, zdradliwie porwał niewiastę, rzucając się z nią do ucieczki i próbując zgwałcić. Herakles nie pozwolił mu zabrać swej kobiety. Strzelił z łuku do porywacza, śmiertelnie go raniąc. Nessos przed zgonem zdołał jeszcze przemówić do swej ofiary. Poinformował mianowicie Dejanirę o niezwykłych własnościach jego krwi: przedstawił ją jako cudowny wręcz środek miłosny, mogący zapewnić niewieście na zawsze miłość męża. Dejanira zebrała do flakonika porcję krwi centaura, schowała go i, ponaglana przez Heraklesa, dołączyła do niego. Udali się do Trachis, przyjęci przez władcę Keyksa. Pokonali razem Dryopów.
Pomimo uczucia żywionego przez Heraklesa, Dejanira nie była pewna jego miłości. Rosła w niej zazdrość. Widziała w każdej napotkanej kobiecie rywalkę. Wedle jednej z wersji mitu miała podstawy. Herakles zakochał się w Iole. Dejanira w końcu postanowiła skorzystać z krwi Nessosa: uprała w  niej koszulę Heraklesa, przy okazji farbując ją na piękną szkarłatną barwę. Heros ubrał się w tę koszulę, idąc składać ofiarę Zeusowi. Obecna w tkaninie krew nie wzmocniła jego miłości do żony. Nie była bowiem środkiem miłosnym, a okrutną trucizną, toksyną wżerającą się w ciało, której nie mógł przetrzymać nawet Herakles. Umęczony piekącym bólem, heros zdzierał z siebie koszulę wraz z kawałkami swego ciała, płakał z bólu, ostatecznie wzniósł sobie stos pogrzebowy, na którym podpalił się, rezygnując z życia. Olimpijczycy zabrali go do siebie. Dejanira tymczasem już wcześniej dokonała samobójstwa poprzez zadzierzgnięcie.